# Lucretia
För andra betydelser, se Lucretia (olika betydelser).

Lucretia av Lucas Cranach den äldre (1528), Nationalmuseum.

Lucretia, död 510 f.Kr., var enligt traditionen en förnäm romersk adelsdam gift med Lucius Tarquinius Collatinus, kusin till Roms siste kung, Tarquinius Superbus.

## Biografi
Lucretia var känd för sin ovanliga skönhet och sin kyskhet. Dessa egenskaper upphetsade den unge Sextus Tarquinius, kung Tarquinius Superbus yngste son, och en natt våldtog han Lucretia i hennes makes frånvaro. Hon berättade sedan vad som hänt för sin make, innan hon tog sitt liv genom att sticka en kniv i sitt hjärta. 
Händelsen utlöste en revolt genom Lucius Junius Brutus, där Tarquinius Superbus störtades och kungamakten avskaffades (år 509 f.Kr.) och republiken bildades.
Berättelsen om Lucretia har givit motiv till ett stort antal konstverk och ligger bland annat till grund för William Shakespeares episka dikt Lucretias våldtäkt.

## Bilder
| - Lucretia. Målning av Paolo Veronese. - Lucretia. Målning av Guido Reni. - Lucretias självmord. Skulptur av Philippe Bertrand. - Den döda Lucretia. Skulptur av Damià Campeny i Estrany (1804). |